# Sent Martin de Queralb
Sent Martin de Caralp (en francès Saint-Martin-de-Caralp) és un municipi francès del departament de l'Arieja i la regió d'Occitània.